# بيريز هيلتون
بيريز هيلتون (بالإنجليزية: Mario Armando Lavandeira Jr.)‏ هو مقدم برامج إذاعية وكاتب ومدون وصحفي وممثل أمريكي، ولد في 23 مارس 1978 بميامي في الولايات المتحدة. بدأ مشواره المهني سنة 2005.

## وصلات خارجية
- بيريز هيلتون على موقع IMDb (الإنجليزية)
- بيريز هيلتون على موقع ألو سيني (الفرنسية)
- بيريز هيلتون على موقع ميوزك برينز (الإنجليزية)
- بيريز هيلتون على موقع أول موفي (الإنجليزية)
- بيريز هيلتون على موقع إن إن دي بي (الإنجليزية)
- بيريز هيلتون على موقع ديسكوغز (الإنجليزية)
- بيريز هيلتون على موقع قاعدة بيانات الفيلم (الإنجليزية)
- بيريز هيلتون على موقع كينوبويسك (الروسية)